# Adelaide Cortesi
Adelaide Cortesi (Milà, 1828 - Castiglion Fiorentino, la Toscana, 1889) fou una soprano italiana, filla d'Antonio Cortesi i de la ballarina Giuseppa Angiolini i germana del compositor Francesco.
Començà a Florència de molt jove la seva educació artística, rebent lliçons de cant del mestre Ferdinando Ceccherini. Debutà en el teatre de la cort d'aquella ciutat en un concert al costat de la llavors ja famosa Marianna Barbieri Nini i com a protagonista a Gemma di Vergy de Donizetti, representada a la Pergola de Florència el 7 de maig de 1847. D'allà passà a Milà a Sant Petersburg, traslladant-se més tard a Amèrica, els públics els quals l'aclamaren amb entusiasme.
En retornar a Itàlia, adquirí la casa que Rossini havia habitat a Florència, on el compositor oferia fastuoses festes. Restant a Amèrica casà amb un periodista anomenat Servadio, que després arribà a posseir una gran fortuna i fou diputat al parlament italià.